# Nicola Quarta
Nicola Quarta (Campi Salentina, 23 settembre 1927 – Lecce, 27 giugno 2020) è stato un politico italiano.
Esponente della Democrazia Cristiana, è stato presidente della regione Puglia dal 1978 al 1983 e deputato per due legislature dal 1983 al 1992.

## Biografia
Laureato in Giurisprudenza, di carriera prefettizia, si candidò per la prima volta al Consiglio regionale della Puglia nel giugno 1970, in occasione delle prime elezioni per la formazione delle Regioni a statuto ordinario. Tra il 1974 e il 1978 ricoprì diversi incarichi nelle giunte guidate da Gennaro Trisorio Liuzzi e Nicola Rotolo, tra cui quella di assessore ai Lavori Pubblici. 
Nel dicembre 1978, in un quadro politico regionale destabilizzato dalla morte di Aldo Moro e dal repentino dissolvimento della corrente morotea, fu eletto terzo presidente della giunta regionale della Puglia in un rocambolesco avvicendamento con Rotolo. Questi, infatti, temendo per la propria presidenza, aveva deciso di abbandonare i morotei, ormai orfani dello statista, e di accordarsi con il rivale storico di Moro in Puglia, Vito Lattanzio. Fu in questo frangente che Quarta, fino a quel momento seguace di Lattanzio, approfittò del contestuale strappo tra questi e Giulio Andreotti, rimanendo fedele al presidente del Consiglio. In questa girandola di posizionamenti, Quarta beneficiò del gioco incrociato delle correnti democristiane e del sostegno degli stessi morotei che, sotto la guida di Vincenzo Sorice, decisero infine di sostenere l'elezione di Quarta, per punire il tradimento di Rotolo.
Tra il dicembre 1978 e le elezioni politiche del giugno 1983, fu a capo di tre governi regionali, un arco di tempo piuttosto lungo che lo collocò tra i più longevi presidenti della Puglia prima della riforma del Titolo V della Costituzione, dietro Trisorio Liuzzi e Salvatore Distaso. La sua esperienza di governo regionale si caratterizzò per un certo dinamismo, incentrato sulla modernizzazione e sulla razionalizzazione della macchina burocratica della Regione e su un'intraprendente politica di contrattazione con gli organi centrali dello Stato, a partire dalla Cassa per il Mezzogiorno e dalle Partecipazioni statali. Quarta assunse scelte che segnarono la vita politica regionale di quegli anni, come il deciso sostegno all'installazione di centrali nucleari sul territorio della Puglia, nel tentativo di provocare il decollo energetico della regione e corroborare la linea dello sviluppo endogeno disegnata dal Piano di sviluppo regionale del 1982. Questa strategia era tuttavia destinata a logorarsi a causa di una serie di fattori, che andavano dall'instabile alleanza tra Democrazia Cristiana e Partito Socialista Italiano alle contestazioni dei movimenti anti-nuclearisti, che si svilupparono rapidamente sul territorio.
Abbandonata la guida della Regione Puglia, fu deputato per due legislature, fino al 1992, senza tuttavia riuscire a raggiungere incarichi di rango ministeriale.
Fu presidente della società Aero trasporti italiani (ATI). 